# New York State Route 27
Pour les articles homonymes, voir Route 27.
La New York State Route 27 (NY& 27) est une autoroute d'État (en) de 194,05 km de long qui s'étend d'est en ouest de l'Interstate 278 (I-278) dans le quartier de Brooklyn à New York jusqu'au parc Montauk Point State (en) à Long Island, également à New York,. Ses deux éléments les plus importants sont la Sunrise Highway et la Montauk Highway, cette dernière comprenant le Montauk Point State Parkway,. La NY 27 est la principale autoroute est-ouest du sud de Long Island, à l'est de l'échangeur avec le Heckscher State Parkway (en) à Islip Terrace. L'ensemble du tracé dans les comtés de Suffolk, Nassau et Queens a été désigné par le Sénat de l'État de New York comme la POW/MIA Memorial Highway,. L'autoroute donne accès à toutes les villes de la rive sud. La NY 27 est la route la plus à l'est de l'État de New York. 
Elle a des routes de service qui sont parallèles à l'autoroute en continu de North Lindenhurst à Patchogue, et par intermittence à l'est jusqu'à Southampton.